# Kraków Główny
Kraków Główny är centralstationen i Kraków, Polen. Stationen byggdes 1844-1847.